# Samuel Enander (arkitekt)
Samuel Enander, född den 10 september 1788,  död den 24 augusti 1843, var en svensk arkitekt. 
Enan var konduktör vid Överintendentsämbetet och ritade som sådan många kyrkobyggnader.

## Byggnader (i urval)
- Funbo kyrka, ritning till ny predikstol.[5]
- Rytterne kyrka (1815-1819), nytt kyrkobygge.[5]
- Egby kyrka (1818)
- Simtuna kyrka (1820), ombyggnad av tornbyggnaden till nyklassisk stil.[5]
- Sevalla kyrka (1821), nytt kyrkobygge.[5]
- Ullareds kyrka (1829)
- Stenåsa kyrka  (1829)
- Ålems kyrka (1830)
- Silverstolpeska gravkoret vid Rö kyrka, Roslagen (1840-1841)

## Bilder

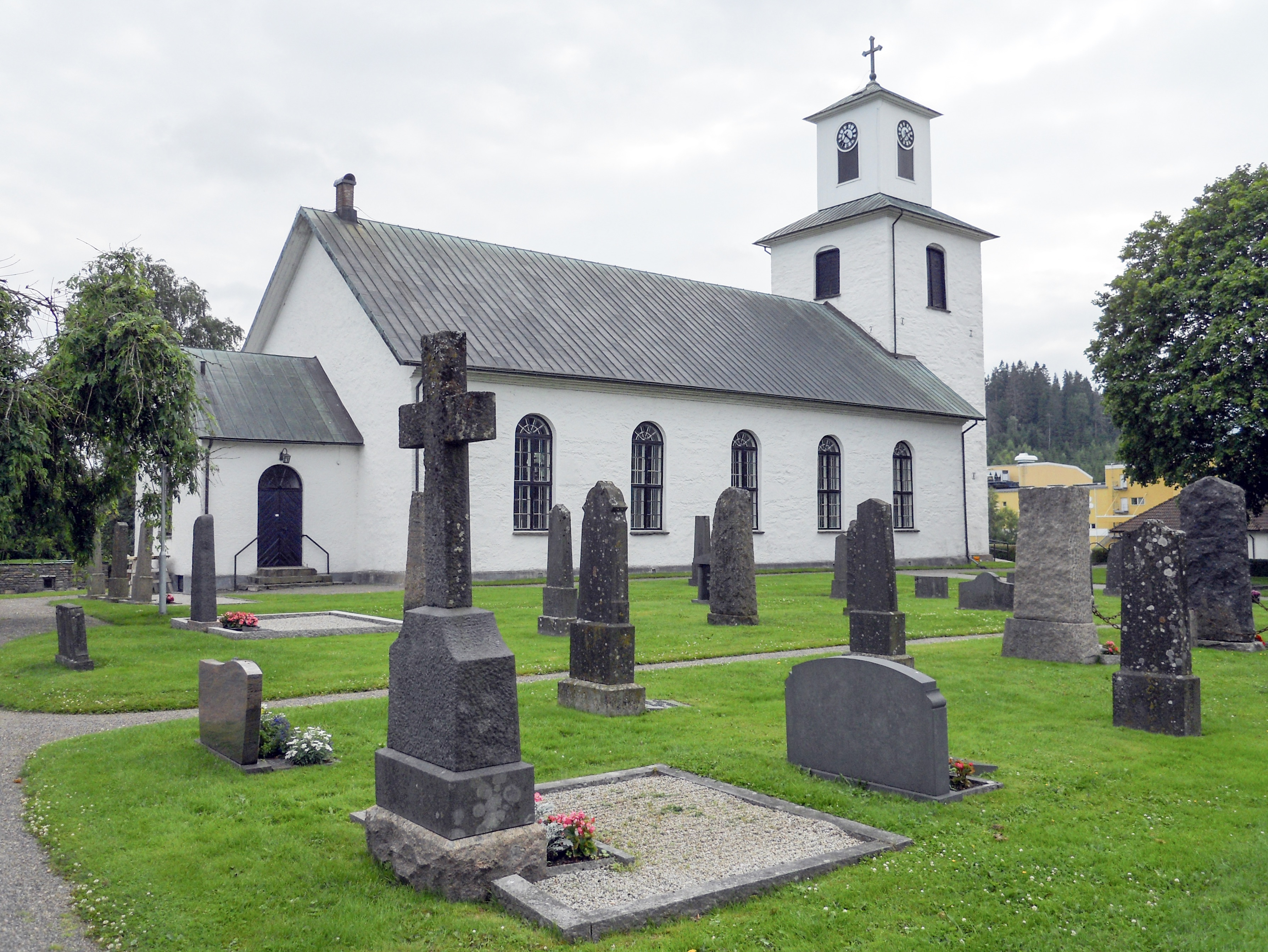
Ullareds kyrka, Ullareds församling, Hallands län
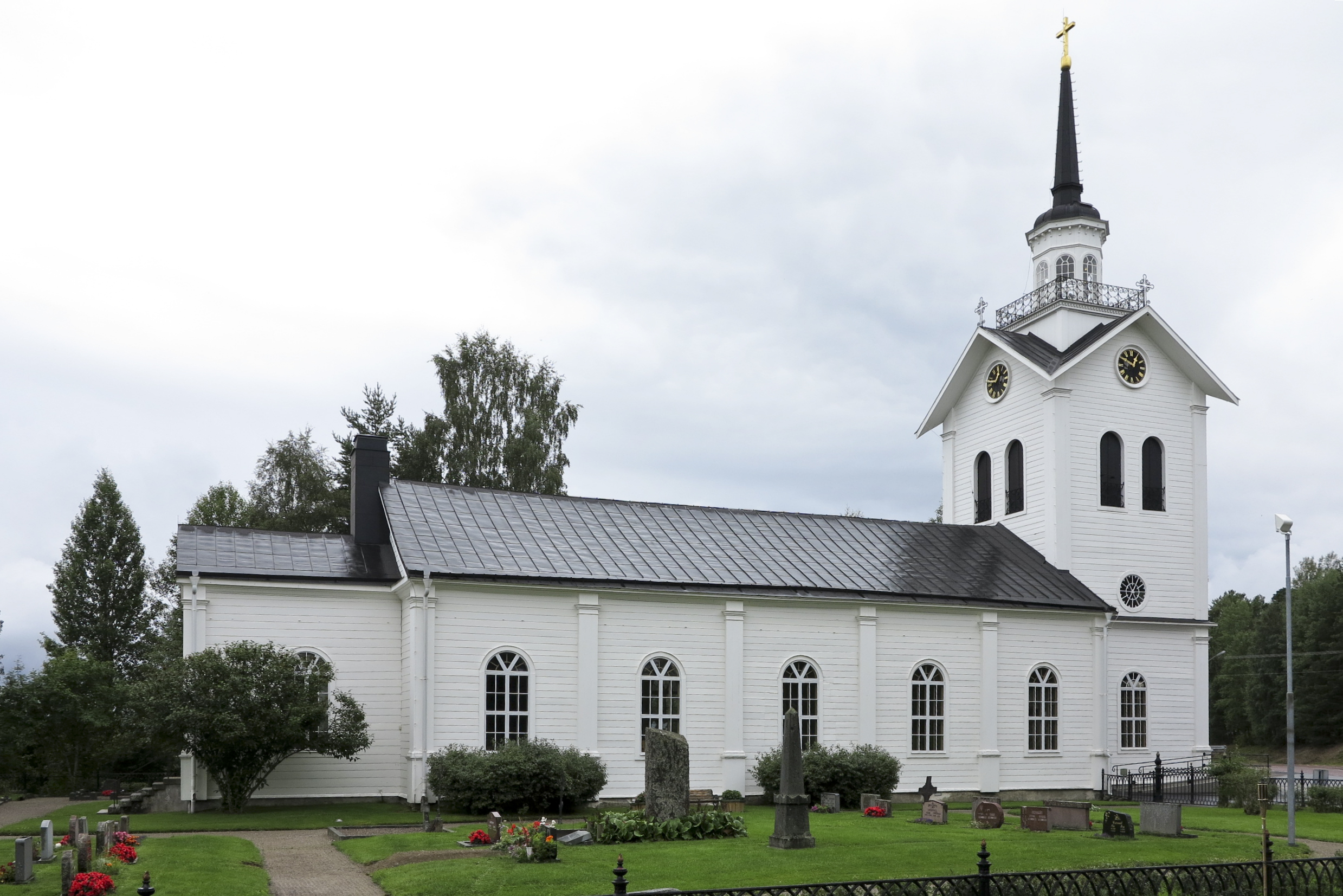
Ramsjö kyrka, Ljusdal-Ramsjö församling, Gävleborgs län
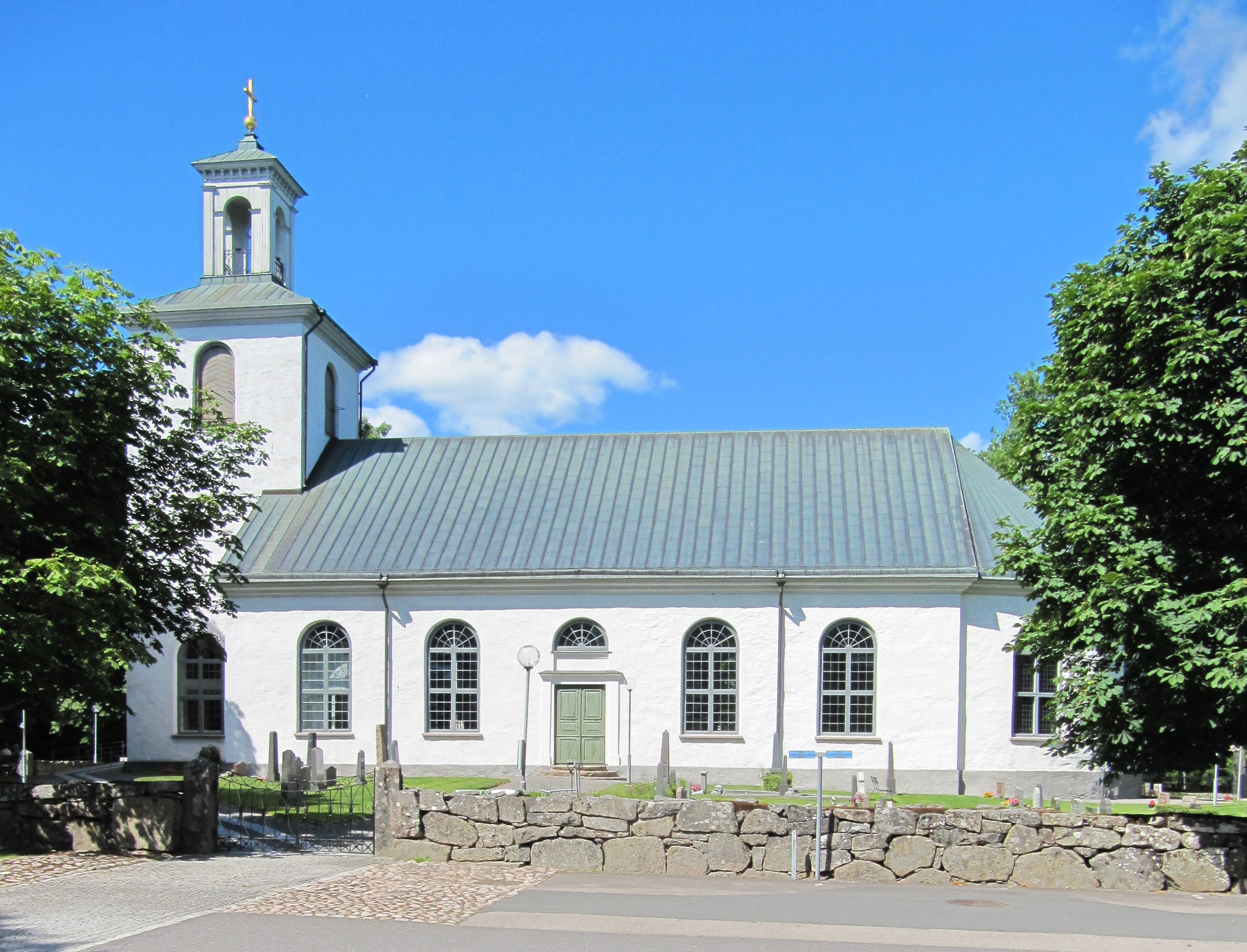
Voxtorps kyrka, Voxtorps församling, Jönköpings län
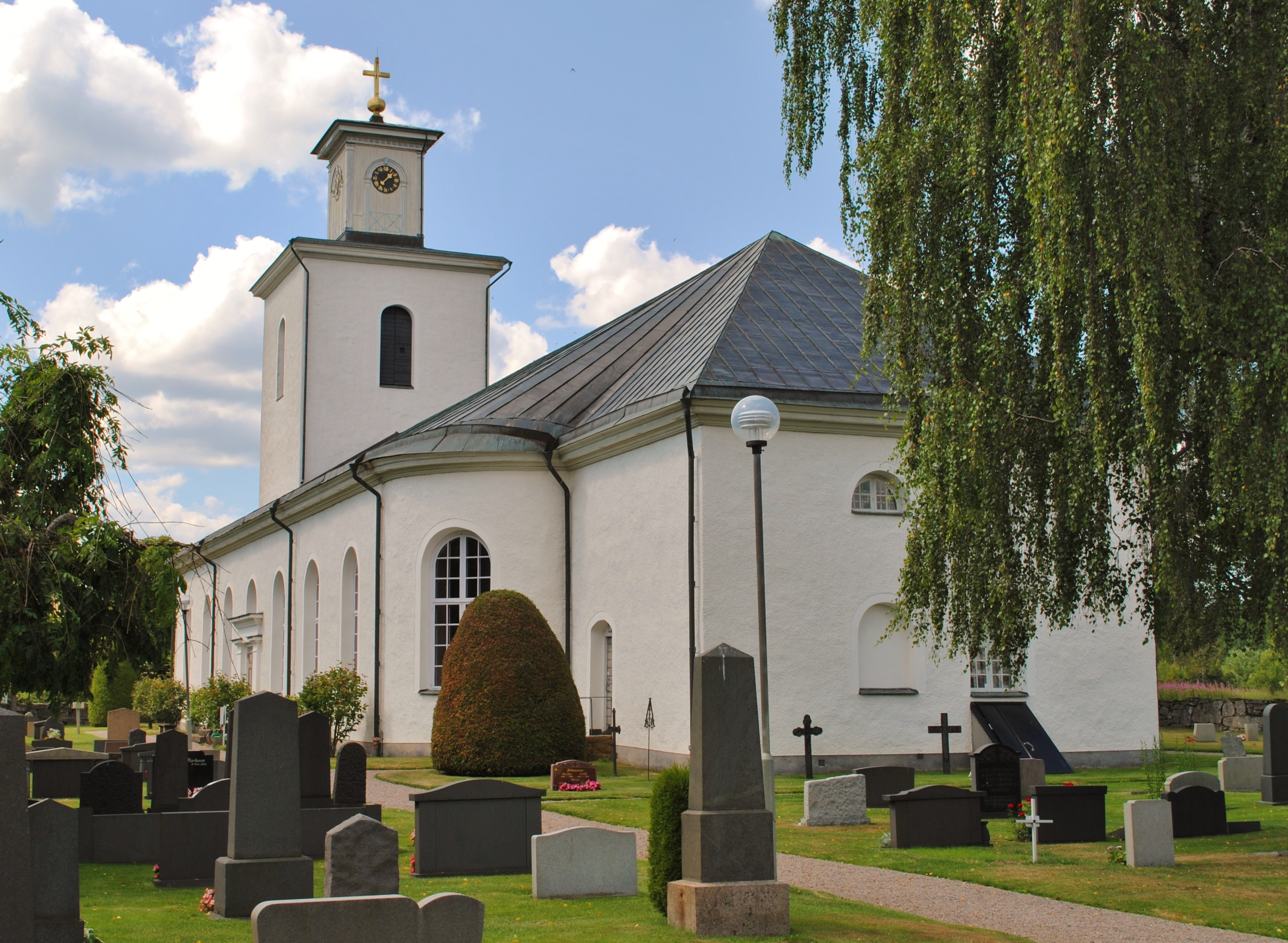
Slätthögs kyrka, Slätthögs församling, Kronobergs län
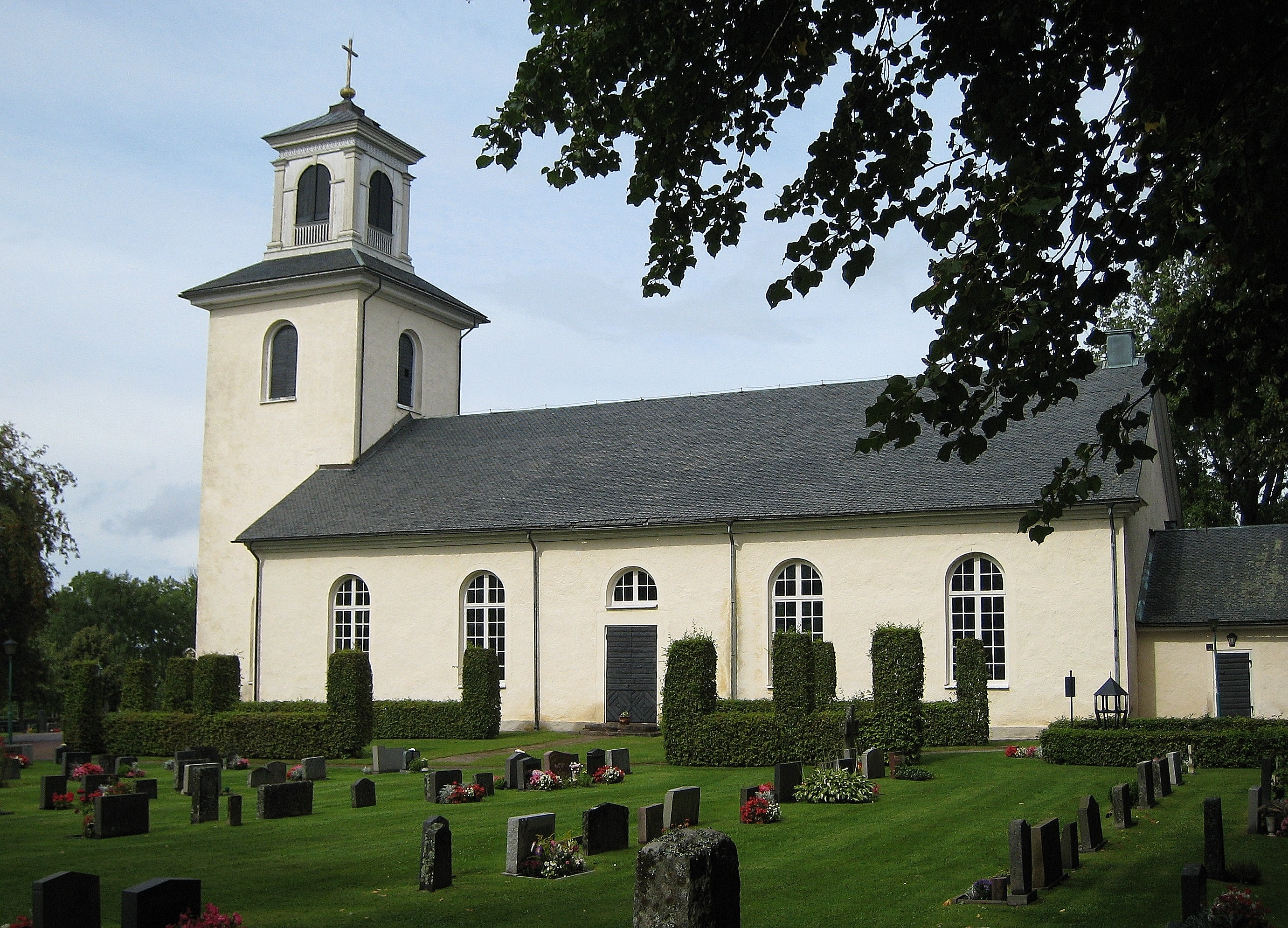
Södra Sandsjö kyrka, Södra Sandsjö församling, Kronobergs län
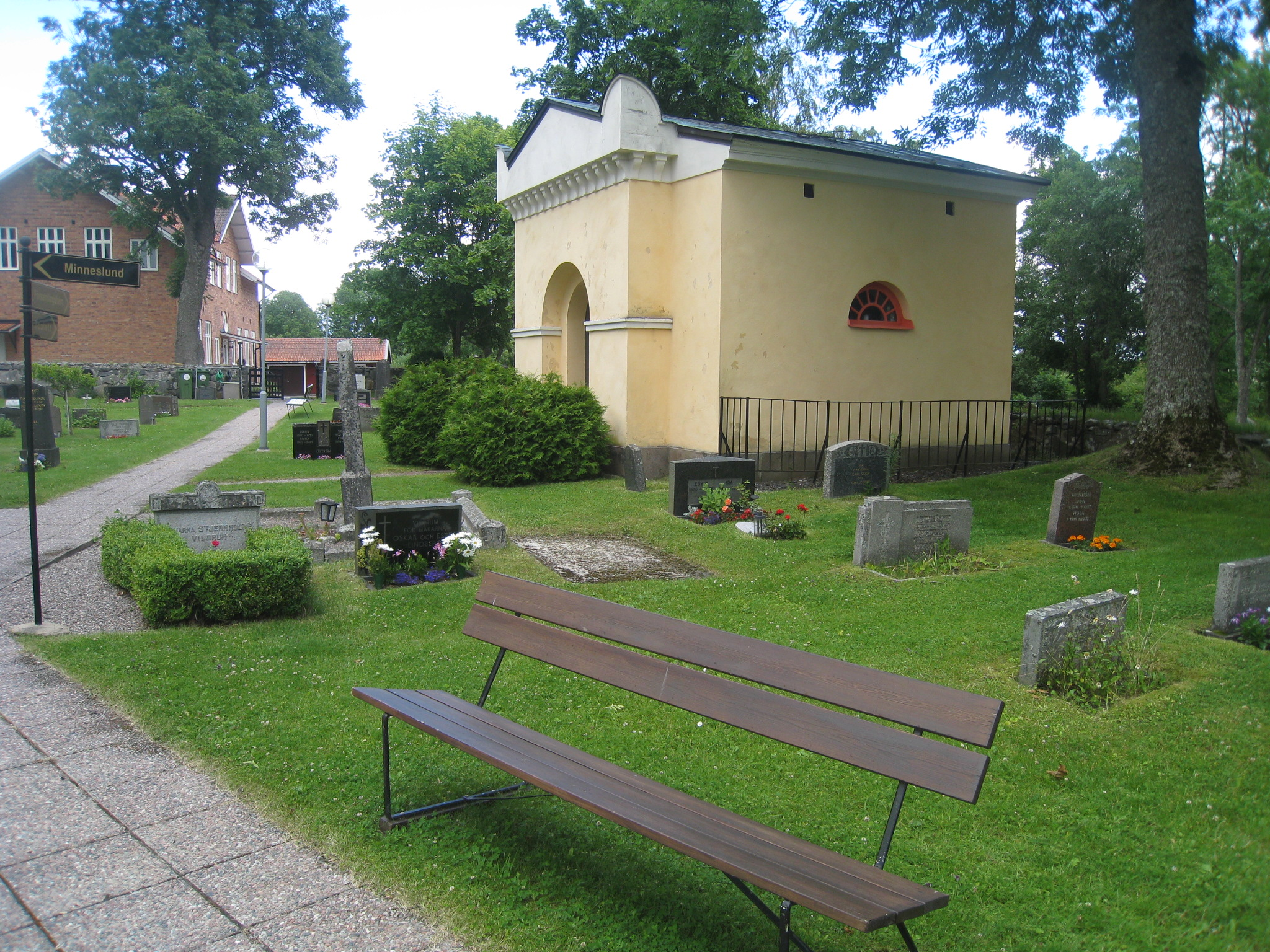
Silverstolpeska gravkoret vid Rö kyrka, Husby, Skederid och Rö församling, Stockholms län